# Nazario Chávez Aliaga
Nazario Chávez Aliaga (Sucre, 22 de septiembre de 1891 -  Lima, 14 de noviembre de 1978) fue un político populista y periodista peruano.

## Biografía
Nació el 22 de septiembre de 1891 en el pueblo de Huauco (hoy llamado Sucre), localizado en la Provincia de Celendín en Cajamarca, Perú. 
Fue profesor de literatura y castellano en el entonces prestigioso Colegio San Ramón en Cajamarca. Además de su vocación pedagógica, Chávez Aliaga fue periodista y en 1923 empezó a editar el diario El Obrero el cual por sus ideas por las clases trabajadoras fue clausurado por el gobierno de Augusto B. Leguía. Sin embargo, tres años después, en 1926, vuelve a su carrera periodística gracias a una estrategia inteligente de posicionarse a favor del gobierno anticivilista de Leguía a través de algunos contactos y así tener el control de un periódico con el fin de consolidar sus ideas progresistas. Viaja a Lima y con una subvención del gobierno compra una imprenta y luego vuelve a Cajamarca desde donde editaría un nuevo diario llamado El Perú cuya primera edición aparece el 28 de julio de 1926. Este periódico le sirvió a Chávez Aliaga para poder llegar social y políticamente al pueblo. El Perú tenía un contenido algo ambiguo pues por un lado se pronunciaba a favor de la política de Leguía, pero por otro  publicaba artículos de José Carlos Mariátegui de la revista Amauta que este mismo le enviaba a Chávez Aliaga como por ejemplo "El problema del indio". El periódico mostraba una clara tendencia indigenista   con críticas al gamonalismo e ideas que favorecían la protección de trabajadores y artesanos en Cajamarca. La trascendencia de Chávez Aliaga no se limita a su rol periodístico sino que toma liderazgo en algunas iniciativas políticas como la reestructuración del más importante gremio de Cajamarca, la Sociedad Obrera Libre Artesanos y también participó activamente en la creación de la Sociedad Obrera de Hualgayoc, la Sociedad Obrera de Bambamarca,la Asociación Fraternal Obrera de Hualgayoc, entre otros. Estas organizaciones cobraron vida y, en algunos casos, se reorganizaron en 1928 y 1929.
En estos mismos años, el entonces joven Víctor Raúl Haya de la Torre y sus ideas progresistas emergen en la política peruana para crear un partido, y en este afán trata de llegar a varios puntos del país contactando algunos líderes claves, siendo uno de ellos Nazario Chávez Aliaga. Haya de la Torre conocía a Chávez Aliaga a través de su diario El Perú y de Antenor Orrego. Es así como en 1929 Chávez Aliaga es invitado a ser secretario general del Partido Aprista Peruano (APRA) en Cajamarca.   Participó activamente en la difusión de las ideas del APRA y en levantamientos a favor de los obreros y campesinos. Fue prefecto de Cajamarca.  
Posteriormente, las bases ideológicas del partido aprista se fueron alejando de las expectativas de Chávez Aliaga quien decidió tomar otros rumbos políticos y toma las filas del Movimiento Democrático Pradista dirigido por el que sería presidente del Perú Manuel Prado Ugarteche. Chávez Aliaga fue invitado por Prado en su primer gobierno (1939 - 1945) a que ocupara varios cargos como el de Secretario y asesor del Consejo de Ministros de la Presidencia de la República. Luego fue diputado al Congreso por Cajamarca y secretario de la Cámara de Diputados. 
Para el segundo gobierno de Prado (1959-1962) éste lo nombró en 1956 Secretario General de la Presidencia de la República.  
Falleció el 14 de noviembre de 1978 en la ciudad de Lima.
Estuvo casado con Teresa Silva Santisteban de Cajamarca.  Tuvo como hijos a Pompeyo Chávez, Romulo Chávez, Raúl Chávez, Carlos M. Chávez, Blanca Chávez, Fabiola Chávez, Josefina Chávez, Ana María Chávez, y Teresa del Socorro Chávez.

## Premios y reconocimientos
Nazario Chávez obtuvo varias condecoraciones entre ellas:
- Gran oficial de la Orden El Sol del Perú
- Comendador de la Orden al Mérito por Servicios Distinguidos del Perú
- Gran Oficial Servicio Civil del Estado de la República Peruana
- Gran Placa de la Orden del Tesoro Sagrado del Japón.

## Obra
Además de su muy activa vida política, Chávez Aliaga tuvo una gran transcedencia intelectual como hombre de letras y poeta.  
Entre sus obras publicadas figuran la gran y muy completa monografía Cajamarca, y sus libros Vértice, Huerto de Lilas, Parábolas del Ande, Ideario y Acción Parlamentaria, Liberación, Pensamiento en Función de vida y de Historia. Colaboró además en varias revistas y periódicos extranjeros y nacionales.